# Decreto-legge
Il decreto-legge (anche scritto decreto legge e abbreviato in d.l., talvolta definito anche "decreto catenaccio") è un atto normativo di carattere provvisorio dell'ordinamento giuridico italiano avente forza di legge, adottato in casi straordinari di necessità e urgenza dal Governo ai sensi dell'art. 77 della Costituzione della Repubblica Italiana, e regolato ai sensi dell'art. 15 della legge 23 agosto 1988, n. 400.
Entra in vigore immediatamente dopo la pubblicazione in Gazzetta Ufficiale della Repubblica Italiana (o il giorno successivo), ma gli effetti prodotti possono essere provvisori, poiché i decreti-legge perdono efficacia (cosiddetta "decadenza") se mancano di contenere la "clausola di presentazione al Parlamento per la conversione in legge", se il giorno stesso della pubblicazione - o entro i cinque giorni seguenti - non sono presentati al Parlamento, e se il Parlamento stesso non li converte in legge entro 60 giorni dalla loro pubblicazione.
Il decreto-legge, così come il decreto legislativo, costituisce un atto normativo emanato eccezionalmente dal Governo, ovvero quando questo assume il potere legislativo, ordinariamente associato al Parlamento. Decreto-legge e decreto legislativo differiscono in quanto il primo ha carattere di urgenza e per non perdere di efficacia deve essere convertito in legge dal Parlamento, mentre il secondo è un atto redatto per mezzo della delega del Parlamento; insieme alle leggi ordinarie e al referendum, decreto-legge e decreto legislativo fanno parte delle fonti del diritto primarie.

## Natura giuridica dell'atto
La dottrina è divisa sulla qualificazione di queste fonti tra le "fonti-atto" o tra le "fonti-fatto": si ritiene prevalentemente che il decreto-legge sia una fonte-atto di rango primario, ma alcuni autorevoli studiosi (tra gli altri, Carlo Esposito e Pierfrancesco Grossi) ritengono che si tratti di una fonte-fatto di diritto scritto.
Secondo questa seconda teoria minoritaria, il decreto-legge sarebbe di per sé illegittimo, in quanto nato extra ordinem, ossia in deroga alla riserva della potestà legislativa alle Camere ex art. 70 Cost. ed al disposto sui cosiddetti "decreti delegati" (art. 77 comma 1 Cost.). Tale deroga sarebbe giustificata da motivi di necessità ed urgenza, ed in questo senso sarebbe pienamente comprensibile la necessaria conversione del decreto-legge in legge, pena una vera e propria inesistenza giuridica dell'atto. Inoltre, in quest'ottica sarebbe giustificata la particolare disposizione dell'art. 77 comma 2 Cost., che prevede che il Governo adotti il decreto "sotto la sua responsabilità". Secondo questa peculiare prospettiva, non accettata dalla dottrina maggioritaria, la conversione del decreto-legge equivarrebbe ad una convalida. In più, negli ultimi anni si è abusato del decreto-legge soprattutto in materia di diritto penale.
La legge di conversione del decreto sarebbe invece una fonte-atto di diritto non scritto, in quanto rinvia interamente al testo del decreto-legge.

## Procedimento legislativo
Il decreto-legge dev'essere deliberato dal Consiglio dei ministri, emanato dal Presidente della Repubblica e immediatamente pubblicato sulla G.U. Il giorno stesso della pubblicazione dev'essere presentato alle Camere, che, anche se sciolte, sono appositamente convocate e si riuniscono entro 5 giorni: infatti la conversione del decreto-legge rientra tra i poteri delle Camere in regime di "prorogatio". Presentato il decreto-legge, il Governo chiede al Parlamento di produrre la legge di conversione, per cui il decreto-legge viene presentato come allegato di un disegno di legge.
Il procedimento di conversione presenta, rispetto al procedimento legislativo ordinario, alcune variazioni, introdotte nei regolamenti parlamentari. In parte esse sono dettate dall'esigenza di assicurare in tempi certi e brevi l'approvazione del disegno di legge, in parte dall'esigenza di consentire alle Camere di svolgere un controllo attento sulla sussistenza dei presupposti della necessità e urgenza.
In particolare l'art. 72 della costituzione, al terzo comma, consente ai regolamenti parlamentari di stabilire in quali casi e forme l'esame e l'approvazione dei disegni di legge siano deferibili ad apposite Commissioni.
I meccanismi apprestati dalla Camera e dal Senato sono venuti differenziandosi. Il regolamento del Senato prevede ancora il parere obbligatorio espresso preliminarmente dalla Commissione Affari Costituzionali sulla sussistenza dei requisiti di necessità e urgenza. Alla Camera invece è stato tolto il parere preventivo della Commissione Affari Costituzionali, seguendo un "filtro" più complesso:
- innanzitutto, nella relazione del Governo che accompagna il disegno di legge di conversione dev'essere dato conto dei presupposti di necessità e di urgenza per l'adozione del decreto-legge; inoltre, vengono descritti gli effetti attesi dalla sua attuazione e le conseguenze delle norme da esso recate sull'ordinamento;
- il disegno di legge è sottoposto, oltre che alla commissione referente competente, al Comitato per la legislazione. La legge 400/1988 dispone infatti che il decreto-legge debba contenere misure d'immediata applicazione e il loro contenuto deve essere specifico, omogeneo e corrispondente al titolo: al Comitato è quindi affidato il compito di rendere effettiva questa disposizione.

Il sindacato sulla necessità e l'urgenza dell'atto è di natura prettamente politica; tuttavia è antica in Italia la tradizione di una ricaduta giurisdizionale (con conseguente valutazione dell'atto, anche solo sotto il profilo formale), per cui di recente è accaduto che la Corte costituzionale (sentenza n° 171 del 2007) abbia dichiarato incostituzionale un comma di un decreto in materia di enti locali per mancanza dei requisiti di necessità e urgenza.
Una declaratoria d'illegittimità costituzionale da parte della Consulta produce effetti anche sulla legge di conversione eventualmente approvata dal Parlamento o pubblicata in Gazzetta Ufficiale prima del pronuncia, rendendola nulla.

## Eventuale decadenza e casi di sanatoria
I decreti-legge, se non convertiti in legge entro 60 giorni, perdono efficacia sin dall'inizio. La perdita di efficacia del decreto-legge è chiamata "decadenza", che travolge tutti gli effetti prodotti dal decreto-legge. Quando il decreto entra in vigore, esso è pienamente efficace e va applicato; ma se decade, tutto ciò che si è compiuto in forza di esso è come se fosse stato compiuto senza una base legale. Tutti gli effetti prodotti vanno eliminati perché costituiscono, una volta persa la base legale, degli illeciti.
L'art. 77 della Costituzione appresta uno strumento attraverso il quale è possibile trovare una soluzione: la legge di sanatoria degli effetti del decreto-legge decaduto (art. 77 ultimo comma). Si tratta di una legge riservata alle Camere con cui si possono regolare i rapporti giuridici sorti sulla base dei decreti non convertiti. Ovviamente, attraverso questo strumento è il Parlamento a risolvere il problema. Vanno considerati due aspetti:
1. innanzitutto il Parlamento, quando decida di non convertire il decreto-legge, non è affatto tenuto ad approvare la legge di sanatoria. Si tratta di una decisione politica, come tale libera e non affatto indipendente della scelta, di coprire o meno la responsabilità del Governo;
2. in secondo luogo non è una soluzione tecnicamente praticabile sempre e comunque. Il Parlamento può appunto regolare i rapporti giuridici sorti, ma nel rispetto dei principi costituzionali e, in particolare, del principio di eguaglianza, cioè del divieto di trattare situazioni eguali in maniera diversa e situazioni diverse in maniera eguale.

## Effetti perversi sulle tempistiche del processo legislativo ordinario
Il decreto-legge, mosso dall'esigenza di anticipare gli effetti del provvedimento senza attendere i tempi di procedimento parlamentare, ha provocato il rafforzamento della sua causa, cioè ha fatto ulteriormente allungare i tempi medi dell'iter parlamentare.
Più si allungano i tempi dell'iter parlamentare, più si fa necessario adottare i provvedimenti urgenti del decreto-legge; e viceversa. Quindi vi è un aumento inesorabile del ricorso al decreto-legge, al quale l'Esecutivo ricorre con sempre maggiore intensità. L'esigenza di ricorrervi è stata espressa anche ad altri livelli di normazione legislativa, come quello regionale: sul punto, però, il dato costituzionale è un elemento inconfutabilmente contrario.

## Prassi e incostituzionalità della reiterazione dei decreti-legge
Se il decreto-legge è adottato per varare una disciplina complessa, per la quale il procedimento legislativo ordinario sarebbe stato troppo dispersivo, è assai improbabile che 60 giorni bastino all'esame parlamentare. Così è invalsa la prassi, dubbiamente costituzionale, della reiterazione del decreto-legge: alla scadenza dei 60 giorni il Governo emana un nuovo decreto-legge, che riproduce senza o con minime variazioni quello precedente, ormai scaduto, e ne sana gli effetti attraverso meccanismi diversi, il più comune dei quali è la retroazione degli effetti del decreto-legge reiterante, all'entrata in vigore del decreto reiterato.
Né il sistema politico, né le istituzioni parlamentari sono riusciti a bloccare il circolo vizioso e invertirne il corso: alcuni decreti-legge sono stati reiterati per ben 23 volte. Alla fine è intervenuta la Corte Costituzionale con la sentenza n° 360 del 1996 che ha posto un argine definitivo alla prassi della reiterazione: le Camere ne presero atto il 30 ottobre 1996, assicurando per legge gli effetti prodotti dal decreto caducato per l'intervento della Corte costituzionale.
Giudicata assolutamente incompatibile con la disciplina costituzionale del decreto-legge, la reiterazione è ammissibile soltanto quando il nuovo decreto risulti formato su autonomi motivi di necessità e urgenza, motivi, che in ogni caso, non potranno essere ricondotti al solo fatto del ritardo conseguente dalla mancata conversione del precedente decreto.
Peraltro in passato, in caso di reiterazione di un decreto-legge su cui era in corso un giudizio di legittimità costituzionale presso la Corte costituzionale, la stessa Corte ha ritenuto possibile "trasferire" il giudizio sul testo identico del decreto reiterato.

## Abuso della decretazione d'urgenza
L'abuso della decretazione d'urgenza - lamentato già nei confronti degli atti normativi del Governo sotto il previgente ordinamento statutario - è un fenomeno che, specialmente dagli anni Settanta in avanti, produsse il fenomeno della reiterazione dei decreti-legge, consistente, come già detto, nella riproduzione delle norme di un decreto-legge, non convertito in legge, in altro decreto-legge, adottato alla scadenza del termine di decadenza di quello precedente. In effetti si ebbero decreti reiterati per decine di volte (il record fu 29 volte con il decreto Milleproroghe), prima che la Corte Costituzionale, con la sentenza n. 360 del 1996, sancisse il divieto di reiterazione, cioè di riprodurre lo stesso identico decreto allo scopo di protrarne l'efficacia nel tempo: prassi che aveva trasformato di fatto la decretazione d'urgenza in modo ordinario di produzione normativa primaria. La Corte affermò che una simile prassi contrastava con elementari principi costituzionali: la straordinarietà delle necessità e urgenza, la provvisoria efficacia del decreto legge, la separazione delle funzioni tra Parlamento e governo. Nello stesso tempo la Corte ritenne legittimo ripresentare decreti non convertiti sullo stesso oggetto solo se fondati su presupposti nuovi o se caratterizzati da contenuti sostanzialmente diversi.
L'abuso si verifica anche in sede di conversione, quando il Parlamento aggiunge al testo del decreto contenuti eterogenei per accelerare l'approvazione di proposte da troppo tempo pendenti in Parlamento: anche su questo tipo di abuso va maturando una giurisprudenza severa della Corte costituzionale.
La sentenza n. 220/2013 sulla riforma delle province varata dal Governo Monti ha tipizzato una fattispecie di abuso della decretazione d'urgenza nell'introduzione mediante questo strumento di modifiche a norme ordinamentali di "intelaiatura.. per loro natura disciplinate da leggi destinate a durare nel tempo e rispondenti ad esigenze sociali ed istituzionali di lungo periodo, secondo le linee di svolgimento dei princìpi costituzionali nel processo attuativo delineato dal legislatore".

## Decreto Milleproroghe
Informalmente, viene detto decreto Milleproroghe un decreto-legge volto a prorogare o risolvere disposizioni urgenti entro la fine dell'anno in corso.

## Decretoomnibus
Informalmente, viene detto decreto omnibus (latino: "per tutto") un decreto-legge contenente norme disparate risalenti a settori e necessità urgenti di diversa natura.